# Arthur's Seat
För andra betydelser, se Arthur's Seat (olika betydelser).
Arthur's Seat är en kulle i Storbritannien.   Den ligger i kommunen City of Edinburgh och riksdelen Skottland, i den centrala delen av landet, 500 km norr om huvudstaden London. Toppen på Arthur's Seat är 197 meter över havet.
Terrängen runt Arthur's Seat är huvudsakligen platt, men åt sydväst är den kuperad. Havet är nära Arthur's Seat åt nordost.Runt Arthur's Seat är det tätbefolkat, med 297 invånare per kvadratkilometer. Närmaste större samhälle är Edinburgh, 2,3 km väster om Arthur's Seat. Trakten runt Arthur's Seat består i huvudsak av gräsmarker.